# Dhar (ciutat)
Dhār (marathi/hindi धार) és una ciutat i municipi de la regió índia de Malwa, a l'estat de Madhya Pradesh, capital del districte de Dhar i de l'antic principat de Dhar. La seva població al cens del 2001 era de 75.472 habitants. La població el 1881 era de 15.224 habitants i el 1901 de 17.792.

## Història
El seu nom derivaria de Dhārā Nagari (ciutat de les fulles d'espasa) i es creu que ja existia al començament de l'era cristiana. Fou capital dels rajputs paramares del segle X al XIII (del IX al X tenien capital a Ujjain). vers 1300 o poc després va caure en mans del sultà Ala al-Din Muhammad Shah I Khalji (1296-1316) i fou coneguda com a Piran Dhar. Dilawar Khan fou nomenat governador vers 1399 i es va fer quasi independent i el seu fill Hoshang Shah va esdevenir el primer rei de Malwa amb capital a Mandu. Va passar als mogols el 1560 i el 1567 fou capital d'un inahal del sarkar de Mandu a la suba de Malwa; el 1598 Akbar s'hi va aturar set dies de camí al Dècan. El 1658 fou ocupada per Dara Sikoh en la lluita contra Aurangzeb però fou evacuada als dos mesos quan es va acostar l'exèrcit de l'emperador. Va restar sota domini mogol fins prop del 1730 quan fou conquerida per un general rajput al servei dels marathes que va fundar l'estat de Dhar. Entre 1690 i 1729 fou atacada diverses vegades pels marathes i ocupada o saquejada més d'una vegada. Baji Rao II, el darrer peshwa maratha, va néixer a Dhar, on la seva mare estava refugiada, el 1775. Al motí del 1857 el fort fou ocupat pels rohilles i mercenaris al servei del govern de l'estat; fou la primera plaça de l'Índia central assaltada per la columna Mhow. Després del bombardeig del general Stewart que va durar sis dies, el fort va quedar buit i els militars que l'ocupaven van fugir a Mandasor.

## Llocs principals
- Lat Masjid, erigit per Dilawar Khan el 1405 a l'exterior d'uns temples jainistes que agafà el nom d'un pilar amb inscripció que assenyala l'estada d'Akbar a la ciutat el 1598 però que fa referència a fets molt anterior, probablement a una victòria del rei paramara Arjuna Varman (1210-1218). El pilar tenia 13 metres però després es va partir en dos trossos quan Bahadur de Gujarat se'l va emportar i encara es va partir en més trossos més tard.
- Kamal Maula, un recinte amb quatre tombes una de les quals podria ser de Mahmud Khalji I (1435-1469) i una altra de Shaikh Kamal Malwi. El mausuleu datara de 1457.
- Escola de Raja Bhoj, el rei paramara de la primera meitat del segle xi, en realitat uns mesquita aixecada sobre un temple hindú al segle xiv o XV.
- Mausoleu d'Abdullah Shah Changal, al sud-oest de la ciutat, tomba d'un santó musulmà del temps de Raja Bhoj II al que hauria convertit a l'islam.
- Temple de Kalika al sud de la ciutat en un turó.